# Etheostoma barbouri
Etheostoma barbouri és una espècie de peix de la família dels pèrcids i de l'ordre dels perciformes.

## Morfologia
Els mascles poden assolir els 6 cm de longitud total.

## Distribució geogràfica
Es troba als Estats Units: Tennessee i Kentucky.